# چاینو
چاینو (انگلیسی: Chino) شرکت تجهیزات الکتریکی ژاپنی است، که در سال ۱۹۱۳ تأسیس شد.